# Saint Gonnery
Cet article possède un paronyme, voir Sean Connery.
 (février 2012).
Si vous disposez d'ouvrages ou d'articles de référence ou si vous connaissez des sites web de qualité traitant du thème abordé ici, merci de compléter l'article en donnant les références utiles à sa vérifiabilité et en les liant à la section « Notes et références ».
Saint Gonnerry est un saint breton du VIe siècle, natif d'Irlande, non reconnu officiellement par l’Église catholique car « sanctifié » spontanément par les fidèles avant la mise en place de la procédure de canonisation (1180). Il est invoqué pour soulager fièvres et angoisses, mais aussi par les marins au long cours.
Il est fêté le 17 juillet (Diocèse de Saint-Brieuc) et le 4 août par les orthodoxes. Sa fête votive actuelle est le lundi de Pâques, son grand pardon les 26, 27 ou 28 juillet. 

## Étymologie et traduction
En français, il est principalement orthographié Saint Gonerry, Saint Gonnery ou Saint Gonéri.
En breton, il se nomme Sant Goneri, en celtique Cawen, en irlandais Konrix, chez les orthodoxes Koneri. On trouve aussi, dans des manuscrits anciens les orthographes Gonec et Gonnere.

## Biographie
D'après Frère Albert le Grand en 1637, repris par Dom Lobineau en 1725, la vie de Saint Gennery se serait déroulée comme suit.
Au VIe siècle, natif d'Irlande et de « naissance distinguée », il débarque en Bretagne non loin de Vannes, probablement avec sa mère, Sainte Eliboubane. Il installe son oratoire à Rohan, dans la forêt mythique de Brocéliande où il célèbre la messe quotidiennement. Un jour, perdu dans ses oraisons, il ne remarque pas le propriétaire des lieux, Alvandus, seigneur de Noyal[Lequel ?], venu le saluer. Vexé, ce dernier interroge son sénéchal : « qui est celuy qui, sans non congé, demeure sur mes terres ? » Le sénéchal lui répond « c'estoit un bon prêtre estranger qui avoit tout quitté pour l'Amour de Dieu ». Non satisfait de la réponse, Alvandus ordonne à ses valets et palefreniers de lui amener l'homme. La canaille[Quoi ?] bat le prêtre tandis que le seigneur regagne son château. Le sénéchal intervient pour arrêter la bastonnade, mais Gonnery reste inerte sur le sol. Le sénéchal le relève tandis que celui-ci réclame déjà à Dieu leur pardon. Dieu ne l'entend pas ainsi et rend les serviteurs sourds et aveugles. Informé de l'événement et terrorisé, Alvandus accourt se jeter à ses pieds. Gonnery pardonne et rend l'ouïe et la vue à ses agresseurs. Alvandus lui propose des richesses mais celui-ci lui fait comprendre qu'il préfère la richesse de Dieu. Le seigneur des lieux se fait catéchiser et vient écouter la messe chaque jour. Ces miracles attirent bon nombre de paysans et pêcheurs, et même des gens des villes qui se font évangéliser.
On lui demande de célébrer un mariage. Pour cela, il aménage des rochers en chapelle (peut-être un dolmen). Durant la cérémonie, l'esprit du mal fend un rocher en deux afin d'écraser tous les participants, mais d'un geste de Gonnery, celui-ci reste en l'air. Sa trop grande popularité finit par l'ennuyer et, fatigué, il part pour le Tréguan, dans la paroisse de Plougrescant où il fait construire la chapelle dans laquelle il sera enterré. 
Il reprend ensuite sa vie de solitude et de travail manuel en élevant des moutons à Porz Bugale. Il s'installe quelques années dans un bois de Plougras (Koad Goneri et Feunteun Sant Goneri) avant de repartir  à nouveau pour les environs de Lanvellec.
Il n'y a pas si longtemps[Quand ?], le jour du grand pardon, les pèlerins emportaient les reliques de Saint Gonéri jusqu'à l'île Loaven où Sainte Eliboubane, sa mère, est inhumée.

## Culte dans la Bretagne actuelle

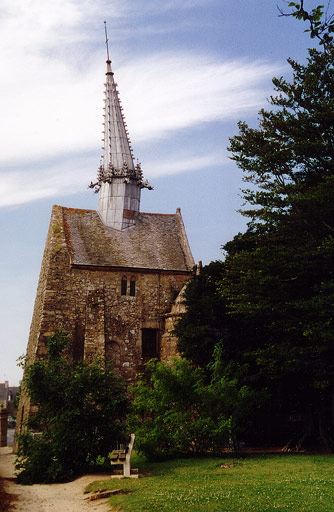
La chapelle Saint-Gonéry, à Plougrescant

Son culte fut très intense dans la région de Tréguier et de Pontivy. Des comptes paroissiaux des XVIe et XVIIe siècles révèlent l'existence de plusieurs églises, chapelles, oratoires, calvaires lui étant consacrés. Ces manuscrits et leurs différentes orthographes ont égaré les chercheurs du début XXe siècle. Il fut confondu avec Saint Connec, évêque de Quimper, Conec, Connec, Gonner, pour arriver à Gonnery. Dom Lobineau, en 1725, signale une paroisse de 837, San-Eli Vénéres, dont Saint Gonnery aurait été le patron. Des traces de fêtes votives remontent à 1787. Les remembrements des paroisses après la Révolution, font disparaître quelque peu le culte de ce saint.
Actuellement il reste le saint patron de Plougrescant dont l'église abrite ses cendres. Il est le titulaire de la commune de Saint-Gonnery. Non loin de là, à Porz Bugale, la grève est dominée par le Roc'h Cawen (rocher de Goneri) près de la grotte où le saint abritait ses moutons. Une fontaine du XVe siècle porte son nom.
Le nom de la commune de Tregonneau vient du breton Treb (le village) et de Gonneau (Goneri), paroisse de 1461[pas clair].
Ce prénom est courant dans la Communauté asiatique bretonne de Shanghai (Chine) dont les lointains ancêtres étaient des navigateurs bretons.[réf. nécessaire]